# Marta De la Lama
Marta María del Carmen de la Lama Noriega y Zapico (Ciudad de México, 17 de julio de 1942 - Ibídem, 18 de mayo de 2013) fue una periodista y conductora mexicana conocida por conducir programas sobre sexualidad y ser la primera mujer en salir a cuadro embarazada en la televisión mexicana.

## Primeros años
Marta fue hija de refugiados españoles; nació en la Ciudad de México y posteriormente sus padres se mudaron a Culiacán donde vivió durante diez años. Estudió para ser maestra normalista, sin embargo no ejerció porque se casó a los 19 años.

## Carrera
Comenzó su carrera escribiendo para la revista Diseño bajo la dirección de Guillermo Mendizábal Lizalde, simultáneamente hacía notas para Sergio Nudelstejer; posteriormente fue contratada por Jorge Saldaña para trabajar en un programa de televisión llamado Sopa de Letras en el Canal Once; posteriormente este programa se volvería una sección del show Sábados con Saldaña en TV Azteca.
Posteriormente condujo el programa El juicio de los niños donde niños comentaban temas polémicos en televisión; luego de participar en movimientos feministas como el Movimiento Nacional Mujeres (MNM) y el Congreso de Sexología en México de 1979 conduce el programa Niños niños niños y las secciones Sex Siete y SexnoSex siendo uno de los primeros programas de la televisión mexicana en abordar temas sexuales.
En 2002 publicó el libro Ley de asistencia y prevención de la violencia intrafamiliar: construyendo la igualdad .
Su último programa -y uno de sus más notables- fue "El gusto es mío..." de Canal Once en el que entrevistaba personajes notables con una gran trayectoria; tuvo dos temporadas. 
De 1994 a 1997 fue representante por el I Distrito Local en la III Asamblea de Representantes del Distrito Federal por el Partido Revolucionario Institucional. En su tiempo en la política junto con varios grupos feministas creó el Centro de Atención a la Violencia Intrafamiliar (CAVI).
Falleció el 18 de mayo de 2013 pocos meses después de haber sido diagnosticada con cáncer.